# The Business Times
O The Business Times é um jornal financeiro de cingapuriano pertencente à SPH Media, uma organização de mídia com negócios em mídia impressa, digital, rádio e mídia externa em Cingapura. O jornal é publicado de segunda a sábado, com a edição de sábado chamada The Business Times Weekend. Teve uma tiragem, tanto impressa quanto digital, de 39.500 exemplares. Seu editor é Chen Huifen.

## Propriedade
Faz parte do grupo SPH Media que também publica The Straits Times, Berita Harian e The New Paper.

## História
É um jornal de língua inglesa publicado desde 1º de outubro de 1976. Antes disso, era um suplemento no The Straits Times. O jornal foi lançado em 15 de julho de 1976, e a edição especial de apresentação anterior ao lançamento do jornal contou com George Magnus. A equipe foi inicialmente chefiada por Tsai Tan, que se tornou a primeira editora de um jornal diário em Cingapura. Em 1989, o jornal venceu a categoria Media Philanthropic Appeals do Festival Internacional de Publicidade de Nova York.

## Programas comunitários

### Fundo para Artistas Iniciantes
O Fundo para Artistas Iniciantes do Business Times foi iniciado em 2004 e adotado pelo Business Times em 2005, com o objetivo de nivelar o campo de atuação e alcançar crianças e jovens de origens financeiramente desfavorecidas, com idades entre seis e 19 anos. O Fundo oferece oportunidades e acesso às artes e busca permitir que os beneficiários aprendam, descubram e desenvolvam seus talentos para que possam crescer em confiança e se tornar resilientes para superar suas circunstâncias pessoais.
O Business Times co-organiza o ChildAid, um concerto anual de caridade para jovens em parceria com o Straits Times para arrecadar fundos para crianças necessitadas do Fundo de mesada escolar do The Straits Times e do Fundo para Artistas Iniciantes do The Business Times.

### Prêmios Empresariais
O Business Times organiza os seguintes eventos de premiação empresarial anualmente:
- Os Prêmios Empresariais de Cingapura[8]
- Os Prêmios Corporativos de Cingapura[9]
- Prêmios Enterprise 50 (E50)[10]
- Prêmio Emergente de Empreendimento[11]